# Меггі-Веллі (Північна Кароліна)
Меггі-Веллі (англ. Maggie Valley) — місто (англ. town) в США, в окрузі Гейвуд штату Північна Кароліна. Населення — 1687 осіб (2020).

## Географія
Меггі-Веллі розташоване за координатами 35°31′37″ пн. ш. 83°3′32″ зх. д. / 35.52694° пн. ш. 83.05889° зх. д. (35.526996, -83.058999). За даними Бюро перепису населення США в 2010 році місто мало площу 8,23 км², уся площа — суходіл.

## Демографія
Згідно з переписом 2010 року, у місті мешкало 1150 осіб у 551 домогосподарстві у складі 329 родин. Густота населення становила 140 осіб/км². Було 1648 помешкань (200/км²).
Расовий склад населення:
| - 92,6 % — білих - 1,8 % — азіатів - 0,8 % — корінних американців - 0,6 % — чорних або афроамериканців - 3,2 % — осіб інших рас |

До двох чи більше рас належало 1,0 %. Частка іспаномовних становила 5,3 % від усіх жителів.
За віковим діапазоном населення розподілялося таким чином: 15,4 % — особи молодші 18 років, 58,0 % — особи у віці 18—64 років, 26,6 % — особи у віці 65 років та старші. Медіана віку мешканця становила 53,3 року. На 100 осіб жіночої статі у місті припадало 90,1 чоловіків; на 100 жінок у віці від 18 років та старших — 89,3 чоловіків також старших 18 років.
Середній дохід на одне домашнє господарство становив 59 116 доларів США (медіана — 40 227), а середній дохід на одну сім'ю — 67 456 доларів (медіана — 46 458). Медіана доходів становила 51 591 долар для чоловіків та 32 303 долари для жінок. За межею бідності перебувало 14,2 % осіб, у тому числі 17,2 % дітей у віці до 18 років та 7,6 % осіб у віці 65 років та старших.
Цивільне працевлаштоване населення становило 551 особа. Основні галузі зайнятості: освіта, охорона здоров'я та соціальна допомога — 25,6 %, мистецтво, розваги та відпочинок — 22,3 %, роздрібна торгівля — 12,3 %, будівництво — 10,9 %.

## Уродженці
- Попкорн Саттон (1946—2009) — американський самогонник та бутлеґер.